# بیمارستان ولایت (راسک)
بیمارستان ولایت بیمارستانی است درمانی واقع در شهر راسک، استان سیستان و بلوچستان وابسته به دانشگاه علوم پزشکی ایرانشهر است.در ابتدا ۳۲ تخت در مصوبات ثبت شده اما در حال حاضر با افزایش جمعیت ساکنان به ۹۵ تخت تبدیل شده است